# 防火対象物
防火対象物（ぼうかたいしょうぶつ）とは、不特定多数の人に利用される建造物等のことである。

## 法による定義
消防法（以下「法」という）の第2条第2項では、「防火対象物とは、山林又は舟車、船きょ若しくはふ頭に繋留された船舶、建築物その他の工作物若しくはこれらに属するものをいう」と定義されている。
多数の人（デパートのように不特定多数の場合も、工場のように特定多数の場合もある）が出入りしたり、敷地が広大もしくは構造が巨大なものである建築物では、火災が発生した場合、人的・物的に甚大な被害が生じることが十分考えられる。そこで、通常の建造物よりも厳しい防火管理が求められることから、法的に必要な措置（防火管理者の選任など）を講じるために防火対象物の制度が設けられた。

### 建築基準法との関連
消防法第8条第1項で防火管理が義務付けられている「学校、病院、工場、事業場、興行場、百貨店（これに準ずるものとして政令で定める大規模な小売店舗を含む。以下同じ）、複合用途防火対象物（防火対象物で政令で定める二以上の用途に供されるものをいう。以下同じ）その他多数の者が出入し、勤務し、又は居住する防火対象物で政令で定めるもの」の大部分は、建築基準法第2条第2号で定義されている「特殊建築物」に該当し、消防法と建築基準法両方の適用を受ける。

## 種別
防火対象物は大きく分けて、消防法による制約を（ほとんど）受けない「一般住宅（個人の住居、およびそれに付随する倉庫・車庫・農機具庫等）」と消防用設備等の設置が義務付けられる「消防法第17条第1項の政令で定める防火対象物」の2種別がある。
「政令で定める防火対象物」は消防法施行令（以下〝令〟とする）第6条 防火対象物の指定 により令別表第一に規定される建築物（一覧を後記）で、用途・面積・収容人員の差異より必要となる消防設備・各種届出義務・防火管理者の有無などが変わる。
防火管理者の選任が義務づけられる防火対象物のうち、甲種防火管理者の選任が必要なものを「甲種防火対象物」、乙種防火管理者の選任が必要なものを「乙種防火対象物」という。甲種と乙種については「防火管理者」を参照のこと。
一般住宅においては、建物火災による死者（約1500人）のうち住宅火災による死者が約9割（約1300人）にも達することから、消防法改正により平成23年5月末までに住宅用火災警報器の設置が義務づけられるようになった。なお、この期日までに設置されていない住宅は違法となるが、罰則規定は現在のところ一切設けられておらず、また、住宅用火災警報器が設置されていない状態で火災したからといって火災保険が適用除外されるといった制約はない。

### 特定防火対象物
特定防火対象物（特防、特定防対とも）とは、下記令別表第一におけるもののうち法第17条の2の5に定められている防火対象物で、「多数の者が出入りするものとして政令で定めるもの」と規定されている。ただし、多数の者が出入りすると言っても、たとえば従業員が1000人以上の工場などは含まれず、その防火対象物を利用する個人が定まっていないもの（不特定多数の者が出入りする防火対象物）が該当する。そのほか、火災が発生したときに避難等が困難であり人命に多大な被害を出すおそれが十分にあるものとして、各種福祉施設（老人ホーム・デイサービスセンター等の高齢者福祉施設、保育園・幼稚園等の児童福祉施設、養護学校・援護施設等の障害者福祉施設）や病院等が該当している。具体的な対象物は下記令別表第一を参照。
特防に該当する対象物では、延べ面積によって必要となる消防用設備等の条件が厳しく規定されている、消防用設備等の点検報告を毎年行わなければならない、防火管理者の該当要件が厳しく規定されている（収容人員10人以上など）、一部の防火対象物においては「防火対象物定期点検報告制度」が義務づけられるなど火災予防のための厳しい措置や規制が多く掛けられている。また、特定防火対象物における消防用設備等の条件について法令の変更があった場合、当該変更は既存の特定防火対象物に対しても遡及適用される。
前記の特定防火対象物に該当しない対象物はすべて非特定防火対象物（非特防、非特定とも）とされ、消防用設備等の設置に緩和がある、一部を除き消防用設備等の点検報告が3年に1度でよい、防火管理者の該当要件が緩和されるなど特定防火対象物に比べて規制は緩やかになっている。なお、図書館や美術館等はその特性上（収容物の価値やその保全の必要性等）からほかと比べて管理が行き届いているものとみなされ、不特定の人間が出入りするものの非特防に分類されている。同様にレストランや食堂、売店などが存在しない駅やターミナルやフェリー乗り場なども、利用者の目的が乗降のためであること、施設の目的や利用形態から安全に配慮した設計（広い開口部や施設内空間を持つこと、通路障害となる物が設置されていないなど）になっていること、比較的規模が大きな建物では施設内を熟知した専属職員（駅員や誘導員、案内係など）が配置されており非常時の初期対応が期待できることなどから非特防に分類されている。ただし、売店や食堂などが併設されている駅でもそれらが改札内にある通称「駅ナカ」については「売店・食堂・案内所は駅舎内部に必然的に存在する『機能従属用途』であるため（後述の複合用途防火対象物としては捉えずに）単体の防火対象物として扱う」との総務省消防庁の通達（昭和50年4月15日付け消防予41号および消防安41号）が出されている。これにより、改札外に売店や食堂などが併設されている「駅ビル」については後述の複合用途防火対象物として取り扱われる。

### 複合用途防火対象物
複合用途防火対象物とは、法第8条および令第1条の2に定められている防火対象物で、「2つ以上の異なる用途が存在する防火対象物で、令別表第一の(1)項から(15)項までのうちのいずれかの用途部分が含まれる防火対象物」と規定されており令別表第一において(16)項に該当する防火対象物である。個人商店や個人医院などで店舗と住宅がひとつになっている建物（店舗併用住宅や店舗兼住居という）なども該当するが、それぞれの用途部分の面積に明らかな差があったり、管理権限者が同一で一方が他方の従属的な用途となっていたりする場合（店舗と店員用住居など）は単体の防火対象物として扱われることもあり、場合によっては一般住宅と判断され消防法の規制から大幅に除外されることもある。これらの判定基準については、昭和50年4月15日付け消防予41号および消防安41号と昭和59年3月29日付け消防予54号で総務省消防庁より通達が出されている。

### 防炎防火対象物
防炎防火対象物とは、万一火災が発生した場合、延焼や火災拡大の可能性（危険性）がほかの防火対象物より大きく、人命に多大な被害を出すおそれが十分にあることから、法第8条の3により防炎規制（一定の防炎性能を有する物品の使用）が義務づけられている防火対象物のことである。
防炎規制を受ける防火対象物は下記令別表第一におけるもののうち、(1)項から(4)項、(5)項イ、(6)項、(9)項イ、(12)項ロ、(16の3)項の防火対象物が該当するほか、(16)項のうちで前に掲げた用途部分が含まれるものでその用途部分についてが該当する。そのほかとして高さ31mを超える高層建築物、地下街のすべて、工事中の建築物・工作物も対象となる。
これらの防炎防火対象物においては、カーテン（ロールカーテンなども）、布製ブラインド、暗幕、どん帳、じゅうたん、合板（展示用や舞台等の大道具用のもの）を使用する際には消防法施行規則（以下〝則〟とする）第4条の4に定められた防炎性能の基準に合格し、消防庁長官の登録を受けた「防炎物品」を使用しなければならない（防炎物品ではない製品は使用できない）。なお工事中の建築物・工作物においては工事用シートのみが対象となる。
防炎物品とは簡単に言って燃えにくい製品のことで、ある程度の時間直接火炎にさらされても燃え付きにくく、また着火しても燃え広がりにくく、火炎にさらされなくなれば消えやすいという化学処理（薬品処理）を施した、もしくはそれらの性能を持つ材料によって作られた製品である。防炎物品には則別表第一の二の二に規定されている防炎ラベルの貼付が義務づけられており、いくら防炎性能を有していてもこの正規のラベルがなければ防炎物品とは見なされない。なお、類似のものとして「防炎製品」があるが、こちらは布団やパジャマといった寝具類や衣類、布製の日用品等に幅広く用いられているものである。防炎製品にも防炎ラベル（防炎製品ラベル）の貼付表示がされている物があるが、こちらは公益財団法人日本防炎協会が認可しているものであり、防炎物品とは異なるもである。防炎防火対象物に設置が認められているものは防炎物品のみであり、ラベルが貼付されていても防炎製品では設置が認められないので注意が必要である。

## 令別表第一
| 項別    | 項別 | 特防 | 防火対象物の用途 |
| ------- | ---- | ---- | --- |
| (1)     | イ   | ●    | 劇場・映画館・演芸場・観覧場 |
| (1)     | ロ   | ●    | 公会堂・集会場 |
| (2)     | イ   | ●    | キャバレー・カフェー・ナイトクラブ・その他これらに類する施設 |
| (2)     | ロ   | ●    | 遊技場・ダンスホール |
| (2)     | ハ   | ●    | 風俗営業等の規制及び業務の適正化等に関する法律（風営法）に規定する性風俗関連特殊営業店舗・その他総務省令で定めるもの（則第5条） |
| (2)     | ニ   | ●    | カラオケボックス・個室型店舗で総務省令で定めるもの（則第5条） |
| (3)     | イ   | ●    | 待合・料理店・その他これらに類する施設 |
| (3)     | ロ   | ●    | 飲食店 |
| (4)     |      | ●    | 百貨店・店舗型マーケット・展示場・その他物品販売業を営む店舗 |
| (5)     | イ   | ●    | 旅館・ホテル・宿泊所（簡易宿所・カプセルホテル・無料宿泊所など）・その他これらに類する施設 |
| (5)     | ロ   |      | 寄宿舎・下宿・共同住宅 |
| (6)     | イ   | ●    | 病院・診療所・助産所 |
| (6)     | ロ   | ●    | 特別養護老人ホーム・有料老人ホーム・救護施設・乳児院・知的障害者援護施設・身体障害者更生援護施設等の要介護状態にある者や心神・身体障害の程度が重い者など火災時において自力で避難することが著しく困難な者が入居・入所する社会福祉施設                  |
| (6)     | ハ   | ●    | 老人デイサービスセンター・軽費老人ホーム・老人福祉センター・保育所（保育園）・児童養護施設・地域活動支援センター・小規模多機能型居宅介護施設・短期入所施設・自立支援施設・通所施設等そのほかの社会福祉施設                                            |
| (6)     | ニ   | ●    | 幼稚園・特別支援学校 |
| (7)     |      |      | 小学校・中学校・高校・大学・専門学校・その他各種学校 |
| (8)     |      |      | 図書館・美術館・博物館・その他これらに類する施設 |
| (9)     | イ   | ●    | 蒸気浴場・熱気浴場・その他これらに類する公衆浴場（サウナ風呂・岩風呂・砂風呂など） |
| (9)     | ロ   |      | (9)項イに掲げる以外の公衆浴場（銭湯・日帰り入浴施設など） |
| (10)    |      |      | 車両の停車場、船舶または航空機の発着場（旅客の乗降や待合いのための建築物に限る） （俗に言う「駅ナカ」を除き、食堂や売店などを併設していない駅・ターミナル・フェリー乗り場など）                                                                       |
| (11)    |      |      | 神社・寺院・教会・その他これらに類する施設 |
| (12)    | イ   |      | 工場・作業場 |
| (12)    | ロ   |      | 映画スタジオ・テレビスタジオ |
| (13)    | イ   |      | 自動車車庫・駐車場 |
| (13)    | ロ   |      | 飛行機、回転翼機の格納庫 |
| (14)    |      |      | 倉庫 |
| (15)    |      |      | 前各号に該当しない事業場（企業の事務所、官公庁の庁舎、上水場・下水処理場、発電所・変電所、銀行、体育館など） |
| (16)    | イ   | ●    | 建物の一部が(1)項から(15)項までのうちの特防に該当している複合用途防火対象物（住宅兼食堂・経営者がそれぞれ違うホテル兼レストランなど） |
| (16)    | ロ   |      | (16)項イに該当しない複合用途防火対象物（住宅兼事務所・住宅兼倉庫など非特防のみの複合用途） |
| (16の2) |      | ●    | 地下街 |
| (16の3) |      | ●    | (16の2)項に該当するものは除いて、建物の地階で連続して地下道に面したものとその地下道を合わせた部分（通称「準地下街」） ただし(1)項から(15)項のうちで特防に該当する用途部分を含んでいるものに限る（地階がある隣あうビル同士を地下道でつないだものなど） |
| (17)    |      |      | 文化財保護法により規定された重要文化財・重要有形民俗文化財・史跡などの各種文化財建築物、または旧重要美術品等ノ保存ニ関スル法律で重要美術品と認められた建物                                                                                            |
| (18)    |      |      | 長さ距離50m以上のアーケード |
| (19)    |      |      | 市区町村長の指定する山林 |
| (20)    |      |      | 総務省令（則第5条3項）で定める舟車 |